# Monaro Highway

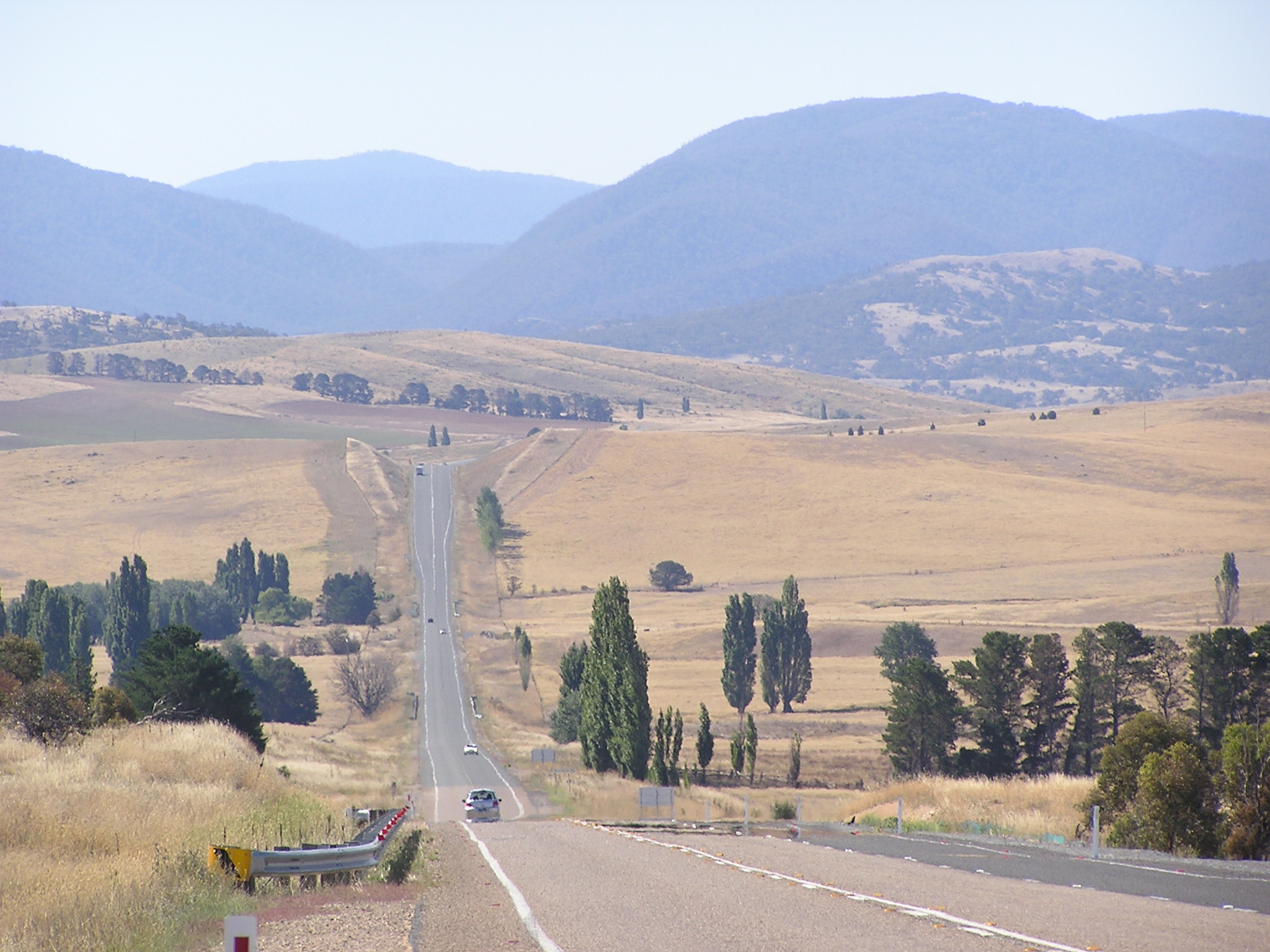
La Monaro Highway entre Cooma et Canberra.

La Monaro Highway est un axe routier australien, long de 291 km, orienté nord-sud et situé essentiellement en Nouvelle-Galles du Sud, mais se prolongeant au nord dans le Territoire de la capitale australienne et au sud, sur 46 km, dans le Victoria. La partie victorienne était auparavant appelée Cann Valley Highway. Elle est devenue la Monaro Highway (du nom de la région de Monaro qu'elle traverse) dans les années 1980. Son nom officiel devrait être B23. 
La route part de Fyshwick, au sud-est de Canberra à un embranchement de la Federal Highway et descend vers le sud, passe en Nouvelle-Galles du Sud, traverse les villes de Michelago, Bredbo et Cooma puis continue par Nimmitabel et Bombala avant de traverser la frontière du Victoria pour s'achever sur la Princes Highway dans la ville de Cann River. Son point culminant est à 1 120 m, son point le plus bas à 94 m. La vitesse est limitée à 100 km/h.
La route est de bonne qualité sauf entre Nimmitabel et Bombala où elle est souvent étroite.
La Monaro Highway est la principale route reliant Sydney aux Snowy Mountains. Elle est également un important itinéraire de fret entre la région de Gippsland au Victoria et Canberra. 